# Sete Chaves
Sete Chaves é o quarto álbum de estúdio da banda de rock brasileira NX Zero, produzido por Rick Bonadio e lançado em 20 de outubro de 2009 pela Universal Music.
O primeiro single do álbum foi "Espero a Minha Vez", lançado em 7 de outubro, e se tornou um hit nas paradas musicais, alcançando o topo.
O segundo single foi "Só Rezo", lançado em março de 2010. Seu videoclipe foi filmado em uma das maiores favelas do Rio de Janeiro e lançado em maio do mesmo ano. O single foi um sucesso nas paradas, alcançando a 1ª posição.

## Recepção da crítica
| Críticas profissionais | Críticas profissionais |
| Avaliações da crítica  | Avaliações da crítica  |
| Fonte                  | Avaliação              |
| ---------------------- | ---------------------- |
| All Music              | [carece de fontes?]    |
| Canal Pop              | [ 5 ]                  |

Resenhas notaram a mistura dos estilos emo e rock alternativo e os arranjos de guitarra comparáveis ao som de bandas como My Chemical Romance ou Weezer.

## Faixas
| N.º | Título                      | Compositor(es)            | Duração |  |
| 1.  | "Vertigem" (instrumental)   | Di, Gee, Jimmy Austin     | 0:39    |  |
| 2.  | "Só Rezo"                   | Di, Gee                   | 3:57    |  |
| 3.  | "Espero a Minha Vez"        | Di, Gee                   | 4:13    |  |
| 4.  | "Insubstituível"            | Di, Gee                   | 3:37    |  |
| 5.  | "Interlúdio" (instrumental) | Di, Gee                   | 0:37    |  |
| 6.  | "Zerar e Recomeçar"         | Di, Gee, Fi               | 3:40    |  |
| 7.  | "Mais Além"                 | Di, Gee                   | 3:34    |  |
| 8.  | "Confidencial"              | Di, Gee, Jimmy Austin     | 2:55    |  |
| 9.  | "Como Se Fosse Ontem"       | Di, Gee, Fi               | 3:08    |  |
| 10. | "Perto de Você (Roots)"     | Di, Gee                   | 2:46    |  |
| 11. | "Tudo em Seu Lugar"         | Di, Gee                   | 2:50    |  |
| 12. | "Subliminar"                | Di, Gee                   | 3:39    |  |
| 13. | "Vício"                     | Di, Gee                   | 2:38    |  |
| 14. | "Sem Saída"                 | Di, Gee, Fi, Caco, Daniel | 2:50    |  |